# Национальный археологический музей (Афины)
Национа́льный археологи́ческий музе́й Афи́н (греч. Εθνικό Αρχαιολογικό Μουσείο) является самым большим музеем Греции. Его постоянная экспозиция состоит из более чем 20 тысяч экспонатов различных эпох, причем коллекции керамики и скульптур считаются одними из самых богатых в мире. Расположен музей в центре Афин на улице Патисион.

## История музея
Первый археологический музей Греции был основан в 1829 году на острове Эгина. После того, как в 1833 году столица Греции перенесена в Афины, принято решение построить в городе новое здание археологического музея. Строительство по проекту Панагиса Калкоса, Людвига Ланге и Эрнста Циллера началось в 1866 году. Размещение экспонатов началось задолго до окончания работ — в 1874 году, когда было завершено только западное крыло. Строительство, которое окончилось в 1889 году, велось на участке, переданном в дар Элени Тосица, вдовой Михаила Тосицаса, а финансировали его правительство страны и археологическое общество Греции. Крупную сумму на завершение музея пожертвовали россияне Дмитрий Бенардаки и его сын Николай. В 1932—1939 годах к зданию было пристроено восточное крыло в два этажа. После начала Второй мировой войны все экспонаты были помещены в хранилища самого музея и банка Греции, а также в природные пещеры. После окончания войны внутреннее пространство музея было перепланировано. В 1999 году по причине землетрясения здание было серьёзно повреждено, после чего музей закрыли на реконструкцию. Открытие состоялось в преддверии Олимпиады в июне 2004 года.

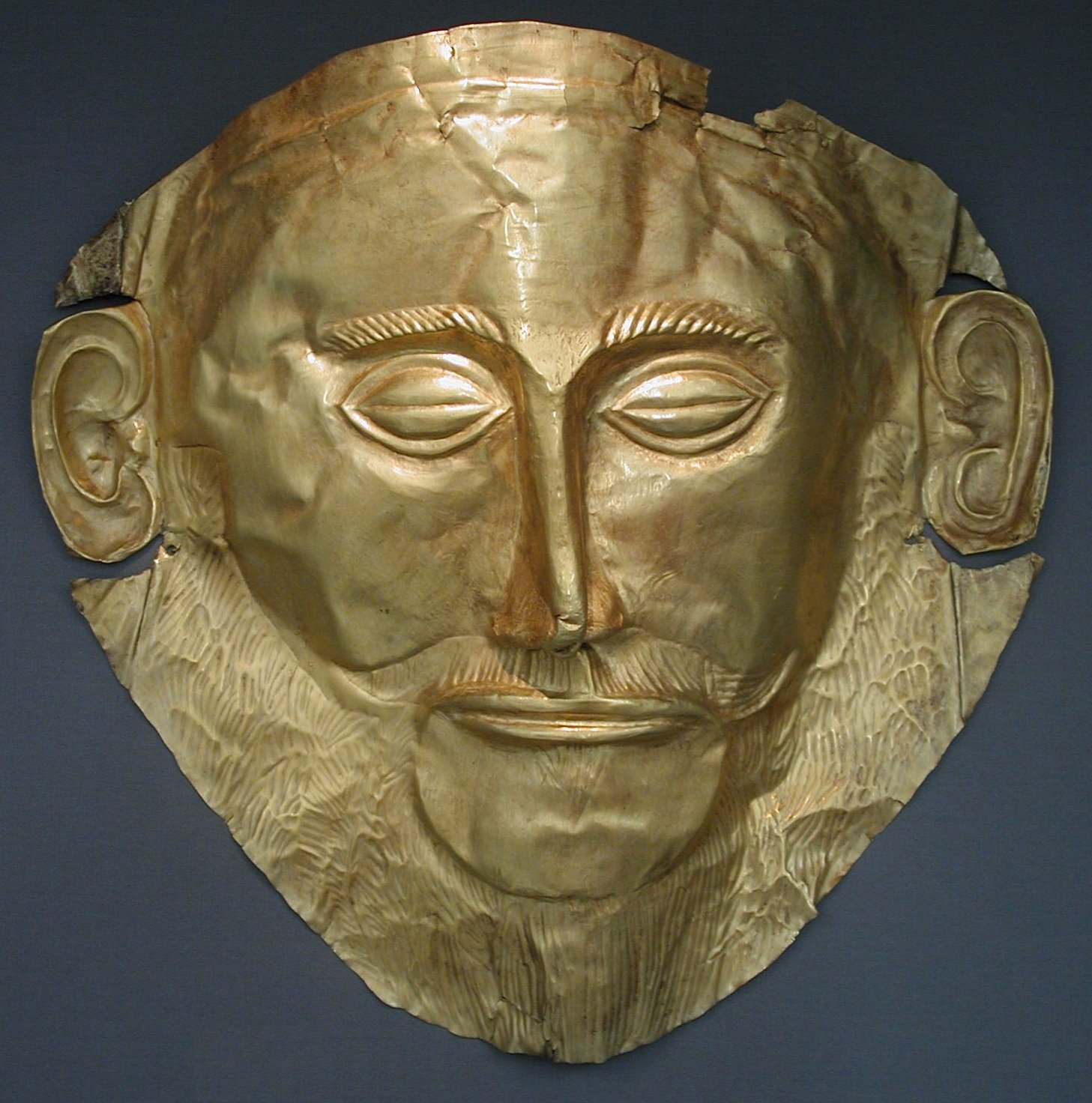
Маска Агамемнона

## Постоянная экспозиция

### Доисторическая эпоха
Коллекция включает в себя находки из неолитических поселений Фессалии и других регионов — сосуды, статуэтки, украшения, инструменты и оружие, выполненные из глины, камня и кости. Находки датируются 6800—3300 годами до н. э. Также представлены предметы раннего и среднего бронзового века (соответственно 3200—1900 года до н. э. и 1900—1600 до н. э.). Коллекция находится на первом этаже музея в зале № 5. Наиболее значительные экспонаты:
- Находки из Полиохни на острове Лемнос
- Троянские золотые и бронзовые предметы
- Золотые и серебряные предметы из раннеэллинских курганов с острова Лефкас
- Находки из раскопок в Аттике и Орхомене в Беотии
- Погребальные дары из Сескло и Димини

### Микенская культура

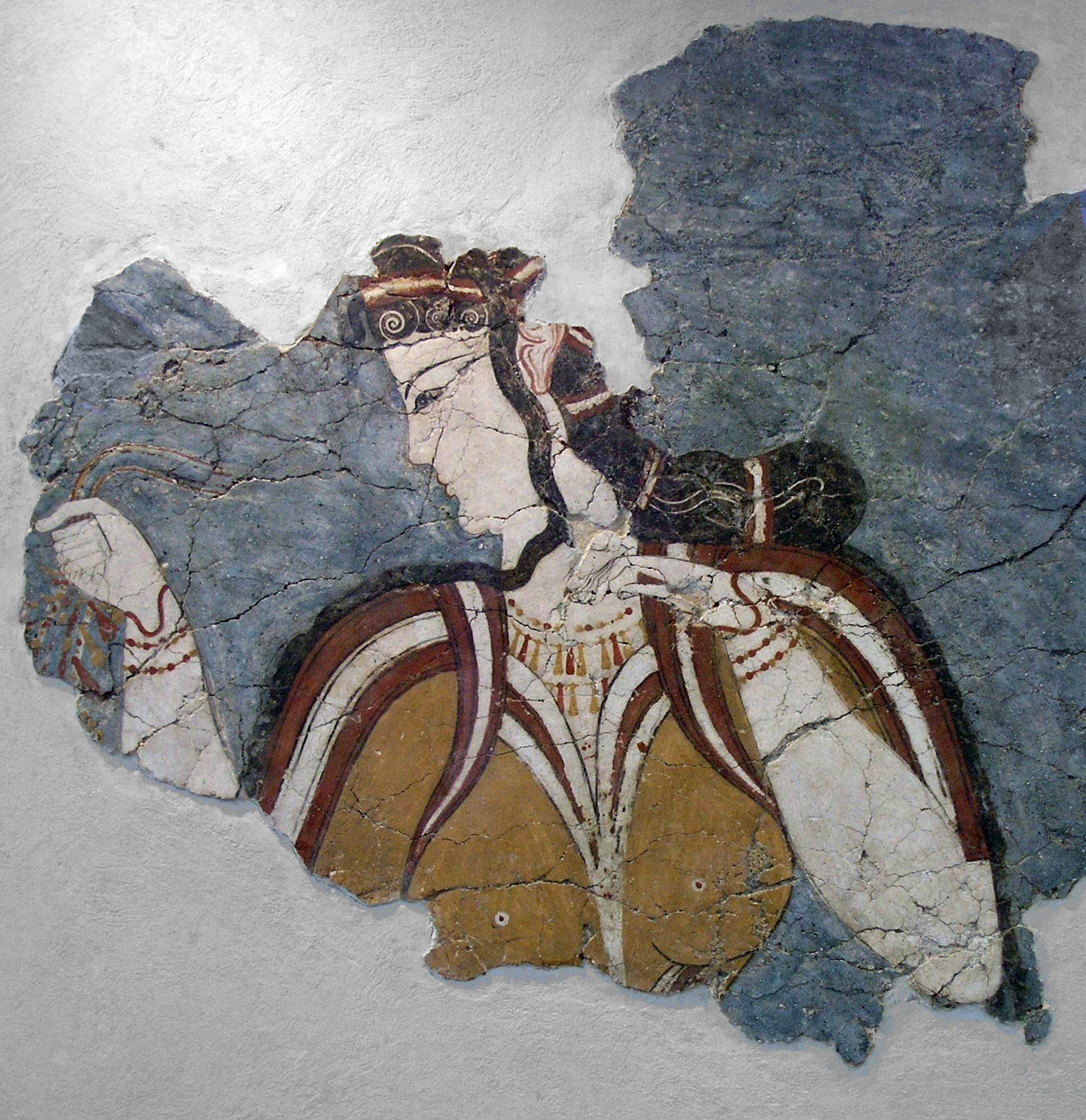
Фреска из Микен

Коллекция включает в себя предметы позднего бронзового века, обнаруженные при раскопках захоронений и поселений в Микенах, Мессении, Лаконии, Аттике и других регионах. Находки датируются 1600—1100 годами до н. э. Коллекция находится на первом этаже музея в залах № 3 и № 4. Наиболее значительные экспонаты:
- Предметы, обнаруженные Шлиманом в погребениях при раскопках Микен — богато украшенное бронзовое оружие, украшения, керамические сосуды и золотая погребальная маска, принадлежавшая, как считалось ранее, царю Агамемнону
- Артефакты из раскопок Микен, Тиринфа и Пилоса, в том числе каменные печати и настенные росписи, изображающие сцены охоты и процессии колесниц
- Погребальные дары из толосовых гробниц в Арголиде, Мессении и Лаконии — золотые украшения, посуда (в частности две золотые чаши из Вафио), бронзовое оружие, глиняные сосуды и статуэтки
- Находки из гробниц Аттики, Фессалии, островов Скопелос и Китира — погребальные дары из золота, керамики, слоновой кости и стеклянной пасты

### Кикладская культура

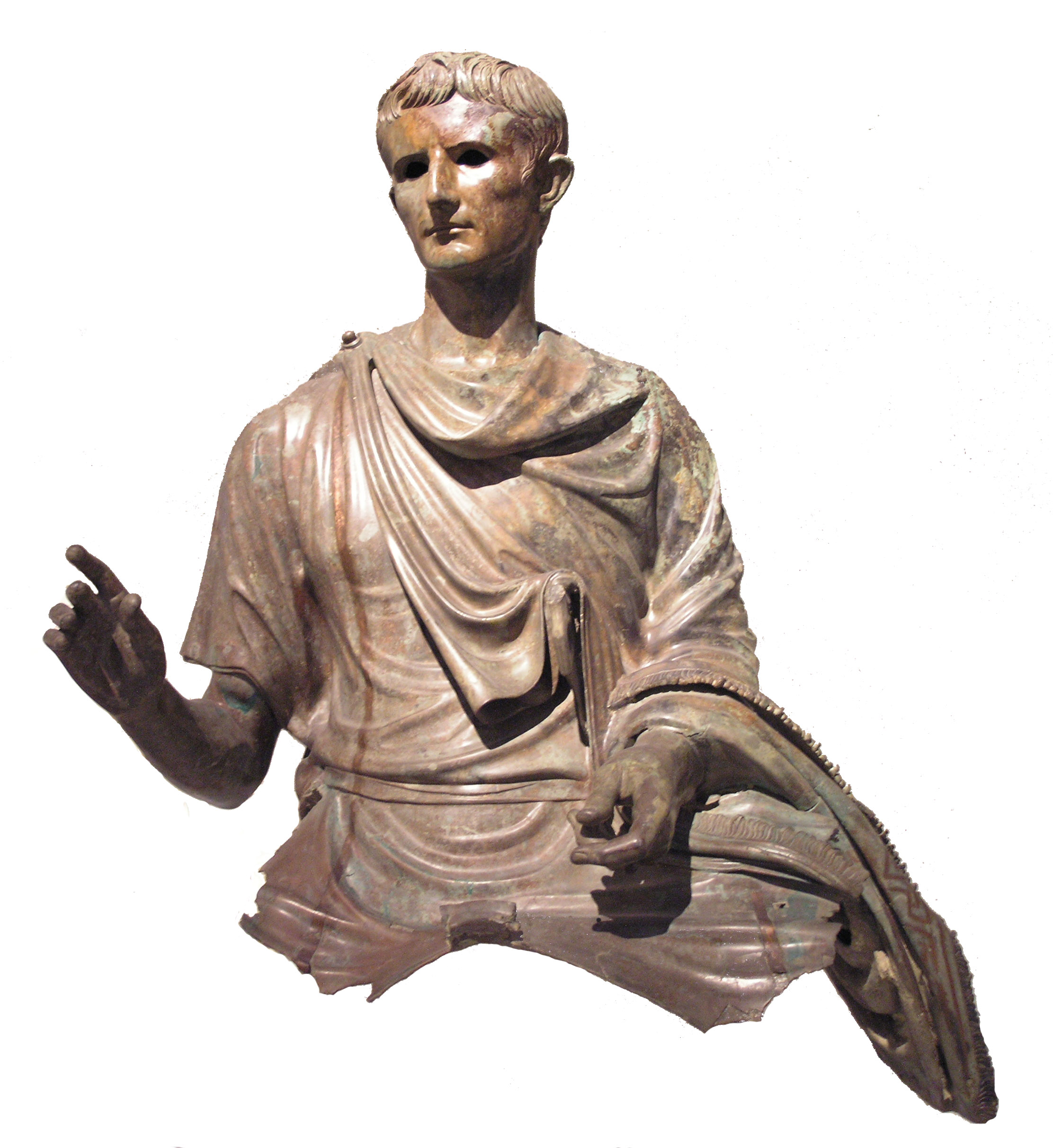
Изваяние императора Октавиана

Коллекция состоит из предметов, обнаруженных при раскопках на островах архипелага Киклады. Находки относятся к бронзовому веку и датируются III—II тысячелетиями до н. э. Находится на первом этаже музея в зале № 6. Наиболее значительные экспонаты:
- Находки из захоронений и поселений раннего бронзового века с островов Наксос, Аморгос, Парос, Сирос и Сифнос — мраморные и керамические сосуды, идолы в форме скрипки, украшения (в том числе серебряная диадема из некрополя Халандриани) и орудия труда, выполненные из камня, бронзы и кости
- Мраморные статуэтки, характерные для культуры Киклад
- Находки из раскопок древнего поселения Филакопи на острове Милос, в том числе глиняная посуда и настенные росписи позднего бронзового века

### Санторини

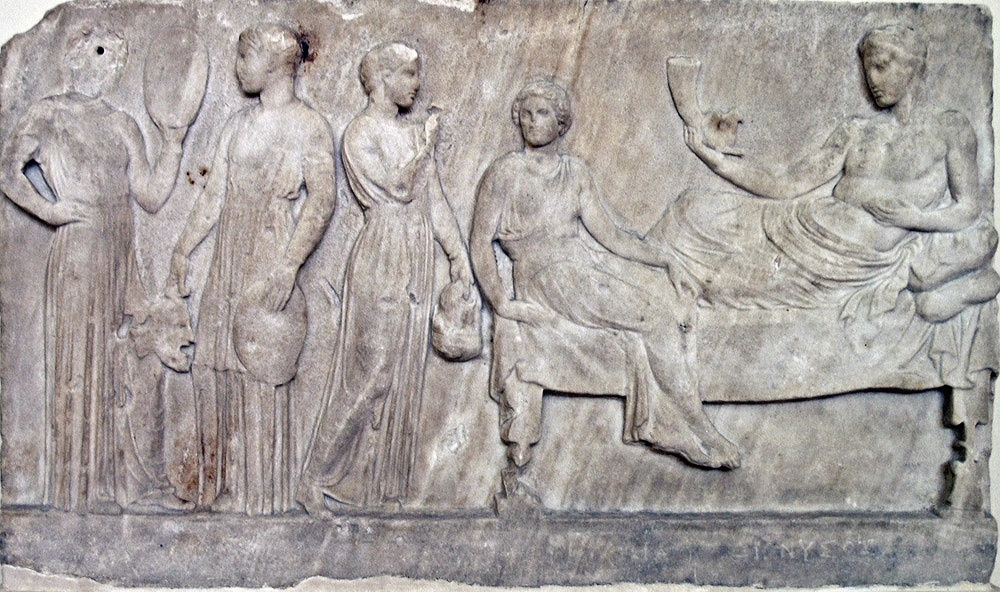
Рельеф из Пирея

Коллекция включает в себя предметы, обнаруженные при археологических работах на островах Санторини, в частности при раскопках древнего города Акротири на острове Тира, разрушенного во время извержения вулкана в XIV веке до н. э. Находится на втором этаже музея в зале № 48. Наиболее значительные экспонаты:
- Настенные фрески, в том числе так называемые «Весна», «Боксирующие дети», «Антилопы» и «Женщины, собирающие шафран»
- Глиняная полихромная посуда с растительными и морскими расписными мотивами
- Керамические, бронзовые и каменные сосуды с изображениями львов, дельфинов и других животных, в том числе расписанные критским иероглифическим письмом А

### Скульптура
В коллекции представлены одиночные статуи, скульптурные группы, саркофаги, бюсты и алтари, обнаруженные на территории Греции. Скульптуры относятся к разным историческим эпохам и расставлены в хронологическом порядке. Коллекция находится на первом этаже музея в залах с № 7 по № 34 (суммарная площадь 4 тысячи м²). Наиболее значительные экспонаты:

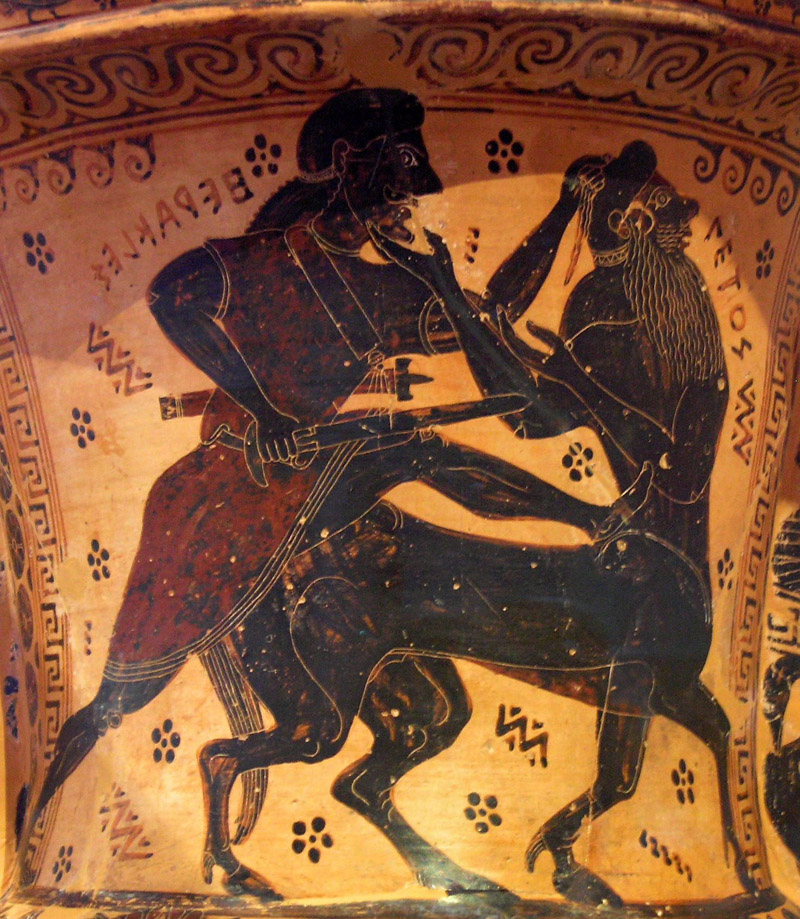
Амфора с изображением Несса. Вазописец Несса.

- Статуи и скульптурные композиции в дедалическом стиле, предшествующем архаике, в том числе рельефы из храма Афины в Микенах и женское изваяние Никандры с острова Делос
- Статуи эпохи архаики, в том числе куросы из раскопок в Аттике, Беотии и других регионах
- Статуи эпохи классики — изваяния периода «строгого стиля», скульптурные группы из храма Афайи с острова Эгина, погребальные монументы, рельефы различных типов (в том числе знаменитый Элевсинский рельеф), копии скульптур Фидия и стела Гегесо
- Статуи эпохи эллинизма, например, колоссальные статуи из Ликосуры в Аркадии и скульптурная группа Афродиты, Пана и Эроса с острова Делос
- Римские статуи, наиболее примечательными из которых являются скульптурные портреты императоров

### Керамика

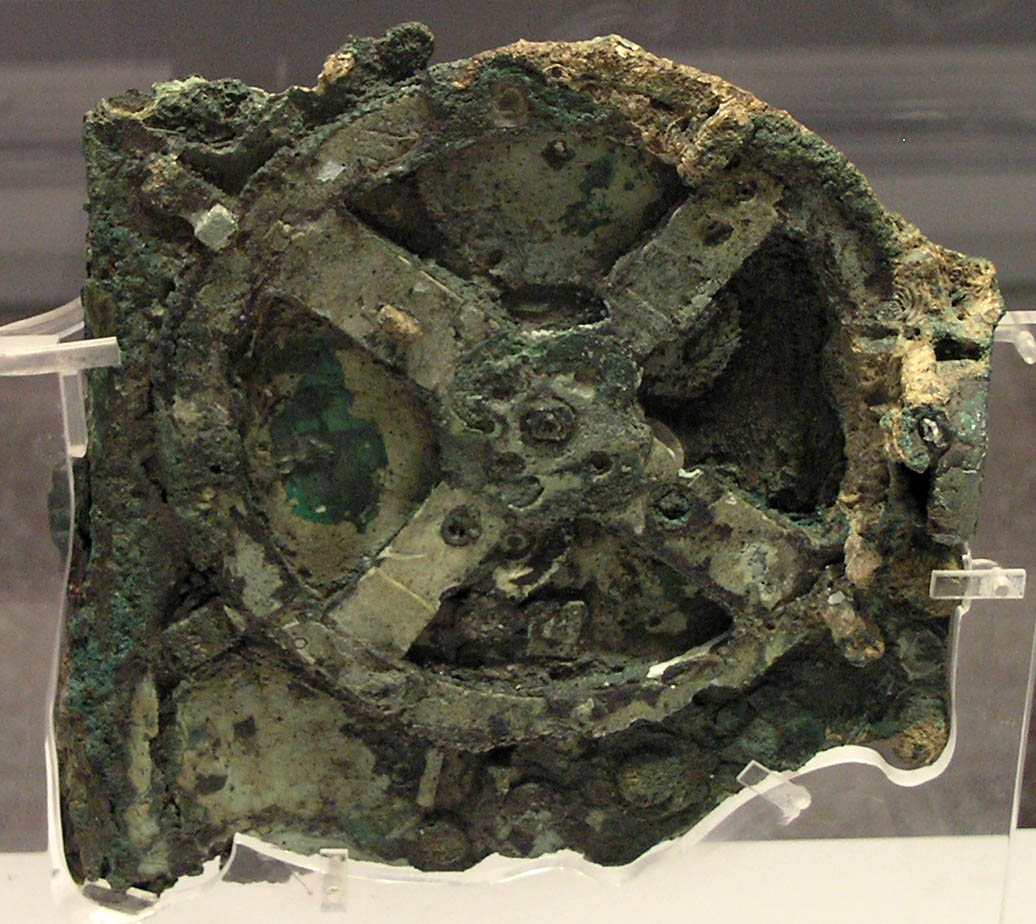
Антикитерский механизм

Коллекция является одной из крупнейших в мире, охватывая период с XI века до н. э. по романскую эпоху. Находится на втором этаже в залах с № 49 по № 56. Наиболее значительные экспонаты:
- Аттическая керамика с геометрическим орнаментом, в том числе две дипилонские погребальные амфоры с изображением погребального шествия
- Образцы керамики из мастерских Ахайи, Беотии, Арголиды, Лаконии и Фессалии
- Керамика в раннем чернофигурном стиле из Аттики, Коринфа и Эгейских островов, наиболее выдающийся экспонат — амфора с изображением кентавра Несса
- Культовая керамика из святилищ, таких как храм Геры в Аргосе, храм Геры в Перахоре и храм Артемиды Ортии в Спарте
- Чернофигурная аттическая керамика эпохи архаики
- Краснофигурная аттическая керамика эпохи классики
- Аттические ритуальные лекифы V века до н. э. с росписью по белому фону
- Сосуды в керчском стиле, названного в честь крымского города Керчь, на месте которого во времена античности стоял город Пантикапей

### Бронзовые изделия

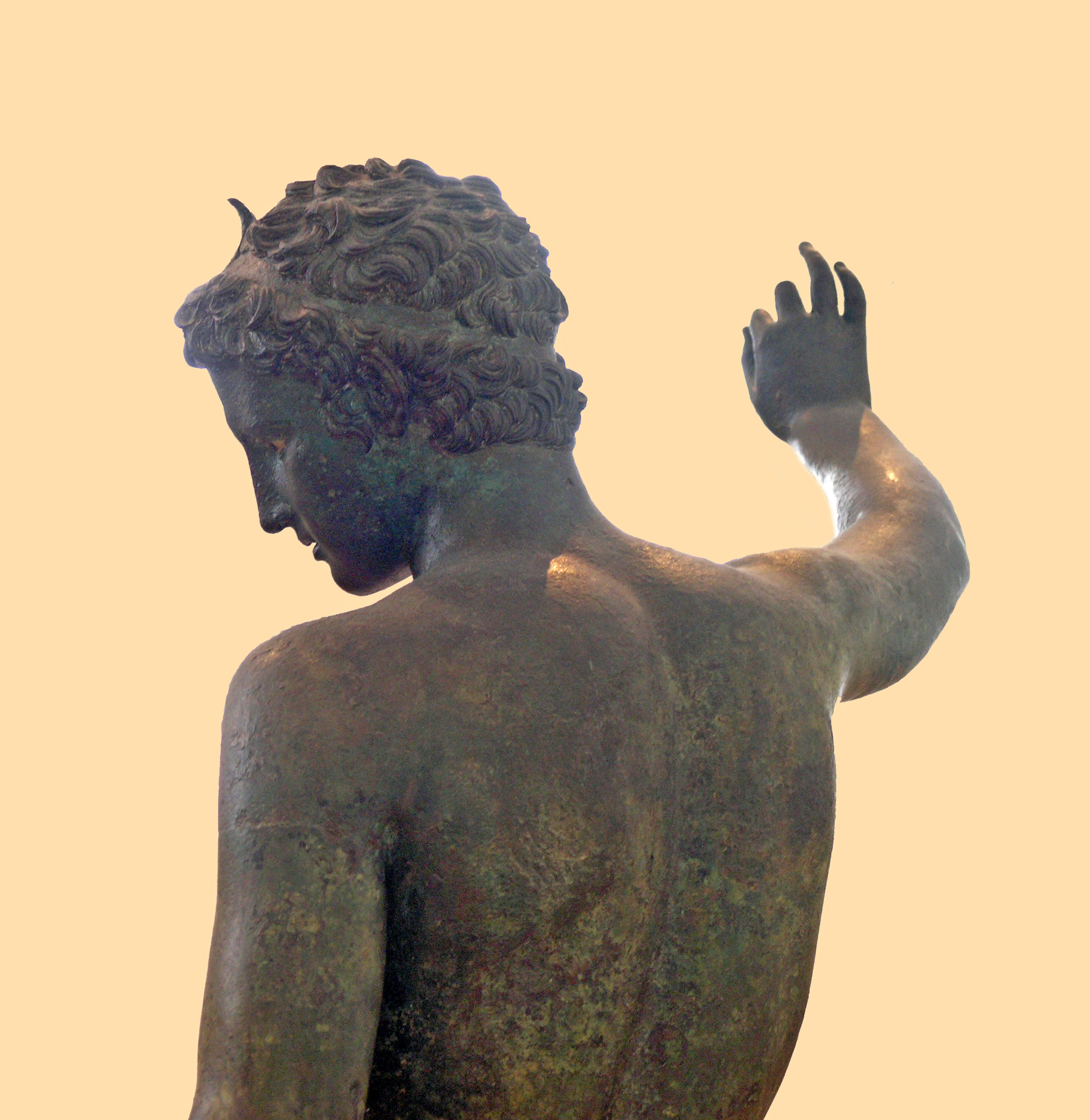
Статуя мальчика из Марафона

Коллекция является одной из богатейших в мире и включает в себя не только статуи, но и другие изделия из бронзы — оружие, украшения, посуду, орудия труда, культовые и погребальные предметы. Находится на первом этаже в залах с № 36 по № 39. Наиболее значительные экспонаты:
- Посейдон с мыса Артемисион
- Всадник с мыса Артемисион
- Марафонский юноша
- Эфеб из Антикитеры
- Антикитерский механизм
- Культовые предметы из святилищ Акрополя, Олимпии, Додони, Эгейских островов и Крита

### Древности Египта и Ближнего Востока
Коллекция составлена преимущественно из объектов, переданных в дар музею греческими экспатриантами из Египта и охватывает период с V тысячелетия до н. э. до IV века н. э. Находится на первом этаже в залах № 40 и № 41. Экспонаты:
- Каменные орудия труда, оружие, сосуды додинастического Египта
- Каменные изваяния фараонов и священных животных раннединастического периода
- Погребальные статуи Древнего царства
- Вотивные статуи, погребальные стелы, деревянные фигурки и модели кораблей Среднего царства
- Статуи (в частности статуя Рамсеса II), алебастровые сосуды, саркофаги, погребальные стелы, мумии животных Нового царства
- Саркофаги, мумии, три погребальных изображения (так называемые фаюмские портреты) и статуя Исиды эпохи Птолемеев

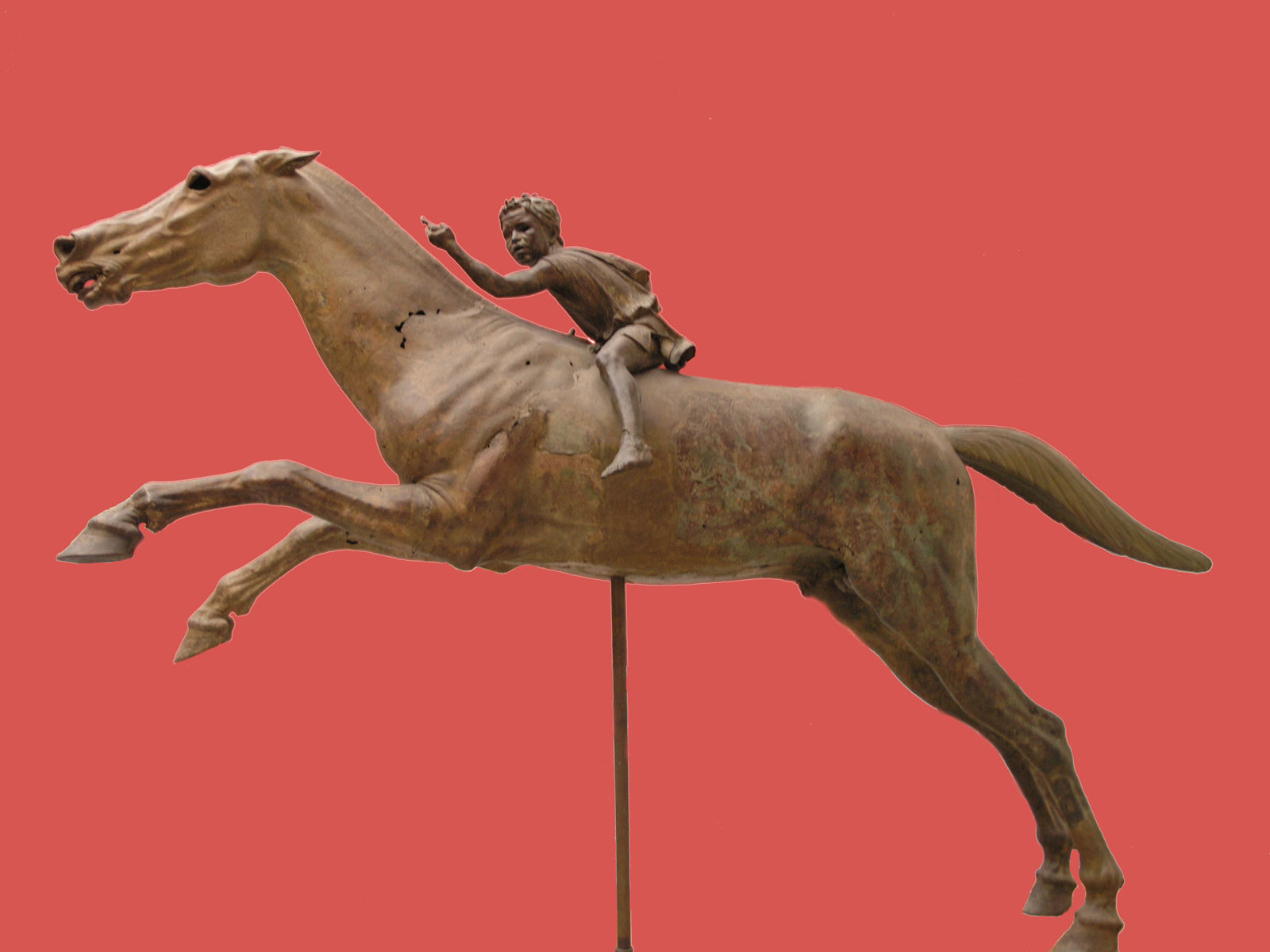
Всадник с мыса Артемисион

### Собрание Элени Стафату
Эта коллекция, переданная Элени Стафату в дар музею в 1957 году, состоит из около 970 предметов греческого искусства и покрывает период с доисторических времен до XVIII века н. э. Выставлена на первом этаже в зале № 42. В состав коллекции входят серебряные и золотые украшения, глиняные и серебряные сосуды, статуи, миниатюры из бронзы, глины, кости и стекла. Наиболее значительные экспонаты:
- Доисторические миносские и кикладские каменные сосуды и украшения
- Изделия эпохи архаики — курос из Фигалии, бронзовая статуэтка Гермеса и серьги с грифонами из Спарты
- Бронзовые, серебряные и золотые украшения из раскопок в Халкидиках
- Серебряные ионийские сосуды
- Золотые украшения из кладов в Фессалии и Карпениси
- Византийские сосуды, украшения и другие предметы